# Ryom Tae-ok
Ryom Tae-ok (Pionyang; 2 de febrero de 1999) es una patinadora artística sobre hielo norcoreana, ganadora de la medalla de bronce en el Campeonato de los Cuatro Continentes de Patinaje Artístico sobre Hielo celebrado en Taipéi en 2018, en la modalidad de parejas junto a su compañero Kim Ju-sik.
Ryom Tae-ok también participó en los Internacionales de Francia 2018 de nuevo junto a Ju-sik, quedando en cuarto lugar.

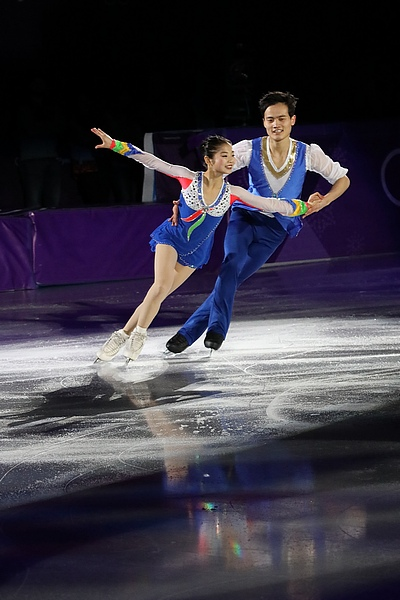
Tae-ok junto a Ju-sik en 2018